# Wilhelm Bender (Kirchenmusiker)

Wilhelm Bender am Glockenspiel 1938

Wilhelm Bender (* 10. Februar 1911 in Frankfurt am Main; † 23. März 1944 in Sedes nahe Saloniki) war ein deutscher Kirchenmusiker, Glockenspieler und Komponist. Er war Zeitzeuge der kirchen-politischen und musikalischen Strömungen: der Jugendmusikbewegung, dem Volkssingen, Nationalsozialismus, der Suche nach einer individuellen Tonsprache und – im Rahmen des aktuellen kirchenmusikalischen Zeitgeists – des evangelischen Kirchenkampfs mit liturgischer Erneuerungsbewegung und dem Ringen um eine zeitgemäße Kirchenmusik. Die sich gegenseitig beeinflussenden Wirkungsgeschichten dieser Strömungen spiegeln sich in Person, Beruf, persönlichem Umfeld und den Kompositionen Wilhelm Benders wider.

## Leben
Wilhelm Bender bestand 1934 und 1935 in Berlin an der Staatlichen Akademie für Kirchen- und Schulmusik seine Examina für Kirchenmusik und für das künstlerische Lehramt an Höheren Schulen mit Auszeichnung.
Noch während des Studiums begleitete er als „Musikus“ am Berliner Deutschlandsender ein spezielles Vormittagsprogramm für Kinder im Alter von drei bis fünf Jahren mit deutlicher Tendenz zur musikalischen Früherziehung, also mit dem Ziel des schöpferischen Musizierens. Diese Tätigkeit am Rundfunk übte er als nebenamtlicher Bann-Musikreferent der Hitlerjugend aus, was kein politisches Bekenntnis war: Die Akademie für Kirchen- und Schulmusik wurde bereits 1933 zu einer HJ-Vorzeige-Musikausbildungsstätte und drängte ihre Studenten in die HJ.
Für den eigenen Gebrauch am Rundfunk schuf Wilhelm Bender seine bekannten Kinderlieder – z. B. „Unsre Katz heißt Mohrle, hat ein schwarzes Ohrle, hat ein schwarzes Fell. Und wenn es was zu schlecken gibt, dann ist sie gleich zur Stell“. Das Deutsche Volksliedarchiv zählt dieses Lied zu den deutschen Volksliedern.
1936 wurde Wilhelm Bender Kantor und Glocken(Carillon)spieler an der Berliner Parochialkirche und übte sein Amt dort bis 1940 aus. Der Rundfunk übertrug deutschlandweit zahlreiche seiner Orgel- und Glockenspielkonzerte und verschaffte ihm einen überregionalen Bekanntheitsgrad. Seine Glockenkonzerte erreichten nach heutigen Maßstäben mit 2000 bis 3000 Zuhörern Kultstatus und lösten geradezu eine „Glockenspiel-Bewegung“ aus.
Als Glockenspieler an der Parochialkirche, einer deutschchristlich dominierten Personalgemeinde mit nur geringem, instabilen Mitgliederbestand, übernahm Wilhelm Bender eine führende Rolle im „Attraktivitätswettbewerb“ (kirchen-)politisch aktiver evangelischer Stadtkirchen: Man wollte als möglichst auffällige Berliner Kirche in der Bevölkerung für zusätzliche Gemeindemitgliedschaften werben und als politisch gefällige Kirche gegenüber den Nationalsozialisten an Einfluss gewinnen, auch um von ihrer Spendenbereitschaft zu profitieren.
Diese publikumswirksam inszenierte, politisch-weltliche Gesinnung am Glockenspiel im betont säkularen Kontext stand im krassen Gegensatz zu den theologisch und musikwissenschaftlich fundierten Ausarbeitungen des gläubigen Wilhelm Bender im Rahmen der kirchenmusikalischen Erneuerungsbewegung (Gesangbuch- und Orgelreform), für die Wilhelm Bender bei seinen Gemeindemitgliedern und bei seiner Landeskirche warb. Seine Reformideen deckten sich mit den Liturgievorstellungen der Bekennenden Kirche: Er wollte das liturgische Klangbild der Sakralmusik wieder zu der Klarheit und Einfachheit zurückbringen, wie sie in der nach-reformatorischen Zeit bestanden hatte, eine Rückkehr zu einfach-linearen und polyphonen Strukturen. Die Text gebundene liturgische Musik sollte wieder radikal auf die Aufgabe der Wort-Verkündigung eingeengt werden. Im evangelischen Kirchenkampf widersetzte sich Wilhelm Bender damit dem Verlangen der Deutschen Christen nach einer romantischen Verdeutschung der traditionellen Liturgie und nach einer volkstümlichen, nicht-liturgisch gebundenen Kirchenmusik, um sie von ihrer Basis, dem Evangelium, zu trennen.
Am 23. Januar 1940 beantragte Wilhelm Bender die Aufnahme in die NSDAP und wurde zum 1. März desselben Jahres aufgenommen (Mitgliedsnummer 7.547.723). Als Funker leistete er Militärdienste in Frankreich, Belgien und den Niederlanden. 1942 wurde er zum Hochschullehrer und Leiter der Abteilung („Institut“) für Schulmusik an der Staatlichen Hochschule für Musik in Frankfurt/M. berufen, wo er für die Ausbildung künftiger Gymnasiallehrer und -lehrerinnen im Fach Musik zuständig war. Eine Professur wurde ihm „nach Bewährung im Amt“ in zwei bis drei Jahren in Aussicht gestellt.
Damals reifte die Idee, über sein Lieblingsinstrument, dem Glockenspiel, eine wissenschaftliche Arbeit zu verfassen – eine Doktorarbeit über „europäische Glockenspiele“, die er aber wegen seiner Beanspruchung im Krieg und aufgrund seines frühen Tods nur beginnen, nicht aber beenden konnte.
1943 folgte erneuter Militärdienst in einer Propaganda-Kompanie in Südost-Europa als Ausbilder von Singleitern der Wehrmacht in einer Heeresmusikschule. Zuvor versuchten namhafte Musikerkollegen, Wilhelm Bender auf die „Gottbegnadeten-Liste“ zu setzen, was ihm eine Freistellung vom Militärdienst eingebracht hätte, um sich der nationalsozialistischen Propaganda zu widmen.
Wilhelm Bender fiel im März 1944 in Griechenland.

## Leistungen
In Erinnerung ist Wilhelm Bender als Komponist von Kinderliedern und Glockenmusik geblieben. Die beiden wichtigsten musikalischen Werkgruppen seines Schaffens könnten gegensätzlicher kaum sein: Im Kinderlied die Erfindung von Melodien für die Stimme als dem natürlichsten und einfachsten „Instrument“, meist als Hausmusik im kleinen Kreis zuhause oder im Kindergarten gesungen, dort Melodien für das Glockenspiel, dem beeindruckenden „Exoten“ unter den Musikinstrumenten, das nur im Freien weit und lautstark vom Turm herab erklingt.
Die größte eigenständige, arteigene Lebensleistung des Komponisten Wilhelm Bender liegt vermutlich in seiner Glockenspielmusik, während er die größte musikalische Wärme in seinen Kinderliedern verströmt. Die eigenständigste Leistung Wilhelm Benders als Kirchenmusiker bestand darin, dass er den Nationalsozialismus und eine deutschchristliche Gesinnung zumindest „intern“ aus dem Gottesdienst der Parochialkirche herausgehalten hatte und stattdessen die geschuldete nationalsozialistische Musik mit seinem „weltlichen“ Engagement am Parochial-Glockenspiel „extern“ auf dem Glockenspiel darbot.

## Werke
(Auswahl; das Gesamtwerk umfasst fast 91 Opuszahlen)

### Glockenmusik
- 5 Glockentänze op. 61
- Suite für Glockenspiel op. 65
- Ostinato op. 66
- Vorspiel und Choralvariationen über „Nun danket alle Gott“ op. 69

### Kinderlieder
- Der Brunnen: (12) Neue Kinderlieder zum Klavier op. 24
- (12) Neue Lieder für kleine Leute op. 29
- Unsre Katz heißt Mohrle (Liedersammlung: 24 Lieder) op. 30
- Weisse Blum – Rote Blum (Liedersammlung: 8 Lieder) op. 31
- Jahresreigen: Musik mit Liedern und Tänzen für 2 Blockflöten in C oder andere Melodieinstrumente op. 32

### Geistliche Lieder
- Psalm 150 „Lobet den Herrn“ für Einzelstimme oder Chor op. 5
- Kleine Kantate: „Ich singe Dir mit Herz und Mund“ für Chor, Einzelstimme und Streicher op. 8
- Kleine Motette: „Singet dem Herrn ein neues Lied“ für Chor und Streichtrio op. 9

### Weltliche Lieder
- „Nichts kann uns rauben Liebe und Glauben an dieses Land“ op. 3
- Der eine fragt: „Was kommt danach“ (nach Theodor Storm) op. 4
- 4 Lieder für Sopran: „Trinkt, o Augen“ (Liederkreis nach Gottfried Keller) op. 83

### Klaviermusik
- 15 Liedsätze: Bearbeitungen für Klavier „Morgen marschieren wir“ op. 76
- Tanzreihe: Acht Stücke für Klavier op. 84
- Der Jahrmarkt: 10 Klavierstücke op. 85

### Flötenmusik
- Die Jägerei: Musik für 2 Blockflöten oder andere Melodieinstrumente op. 25
- Sonate für Altblockflöte in f und Klavier op. 73